# Pseudoharpya
Pseudoharpya is een kevergeslacht uit de familie van de boktorren (Cerambycidae). De wetenschappelijke naam van het geslacht werd voor het eerst geldig gepubliceerd in 1935 door Breuning.

## Soorten
Pseudoharpya is monotypisch en omvat slechts de volgende soort:
- Pseudoharpya opulenta (Harold, 1879)